# Бердино, Лариса Георгиевна
Лари́са Гео́ргиевна Бердино́ (1937—2013) — российский концертмейстер, музыкальный педагог, профессор, Заслуженный работник культуры Карельской АССР (1987), Заслуженный работник культуры Российской Федерации (2004).

## Биография
Окончила в 1956 году Ростовское музыкальное училище по классу «фортепиано».
После окончания в 1961 году Ленинградской консерватории преподавала в Гатчинской музыкальной школе.
С 1963 года в Петрозаводске, преподаватель Петрозаводского музыкального училища, Петрозаводского филиала Ленинградской государственной консерватории (1967—1969). В качестве солистки выступала в составе Симфонического оркестра Карельской государственной филармонии. Лауреат премии комсомола Карельской АССР (1970).
В 1968—2013 годах Л. Г. Бердино — бессменный концертмейстер Академического хора Петрозаводского государственного университета. Профессор кафедры культурологии Петрозаводского государственного университета.
В 1982—2007 годах — директор Петрозаводского музыкального училища имени К. Э. Раутио.
Лауреат Государственной премии Карельской АССР (1989).